# Сорная
Сорная — река в России, протекает по Каргасокскому району Томской области. Устье реки находится в 2 км по левому берегу реки Порная. Длина реки составляет 13 км. Река протекает через озеро Сорное (высота 48 м).

## Данные водного реестра
По данным государственного водного реестра России, относится к Верхнеобскому бассейновому округу, водохозяйственный участок реки — Обь от впадения реки Васюган до впадения реки Вах, речной подбассейн реки — Васюган. Речной бассейн реки — (Верхняя) Обь до впадения Иртыша.